# Vittorie perdute
Vittorie perdute è un film di guerra del 1978 diretto dal regista Ted Post, ambientato in Vietnam.

## Trama
Il maggiore John Barker è un veterano della Seconda guerra mondiale e della guerra in Corea. Nonostante gli anni passati nell'esercito, ha ancora il grado di maggiore poiché ha avuto una relazione con la moglie di un generale. È amante dell'alcool e delle donne ma anche coraggioso ed abile stratega. Disilluso sulle motivazioni della guerra che sta iniziando in Vietnam egli è conscio dell'ottusità di visione dei suoi superiori. Gli americani, convinti di portare pace e libertà in Vietnam, stanno in realtà appoggiando un regime sanguinario e inefficiente.
Barker ed il capitano Olivetti si trovano in prima linea come consulenti militari, comandano alcuni soldati vietnamiti del governo anticomunista. I soldati sono perlopiù contadini male armati e demotivati, oppure fanatici combattenti guidati solo dall'odio contro il comunismo. Tra questi ultimi primeggia Cowboy, fanatico e sanguinario, incline a vedere nemici da eliminare in ogni contadino all'orizzonte.
Il maggiore Barker riceve l'ordine di occupare Muc Wa, una base priva di valore strategico rimasta deserta dai tempi della guerra d'Indocina, quando un intero reparto di francesi fu massacrato. Barker, riluttante, invia le truppe vietnamite e alcuni dei soldati americani: l'impreparato tenente Hamilton, l'esperto ma psicologicamente devastato sergente Oleonowski e Coursey, giovane studente idealista arruolatosi volontario.
Il tenente Hamilton occupa Muc Wa con notevole facilità, ma si trova ben presto a dover fronteggiare gli attacchi notturni di piccoli reparti Vietcong. Negli scontri Hamilton trova la morte in combattimento, mentre Oleonowski si suicida distrutto psicologicamente per le atrocità della guerra. Il solo rimasto Coursey decide di accogliere pietosamente alcuni contadini nel campo.
È imminente un attacco generale dei comunisti sulla posizione. Il tenente Watsisberg, uno psicologo di guerra che ottiene valutazioni mediante un computer, improvvisamente ammonisce su quanto sta per accadere a Muc Wa. Barker dunque invia in soccorso il capitano Olivetti sul posto. Contemporaneamente riesce ad ottenere appoggio aereo e dell'artiglieria usando metodi poco ortodossi, ma i suoi superiori, davanti alla imminente caduta del fortilizio, intendono ritirare solamente gli americani abbandonando i vietnamiti al loro destino.
Il maggiore Barker alla fine va di persona a Muc Wa. Circondati e traditi dai contadini accolti al campo, i soldati americani e vietnamiti vengono massacrati. Barker riesce a mettere Coursey al sicuro; il ragazzo è ferito e in stato di incoscienza. Quando il giovane soldato il mattino seguente si risveglia si trova circondato di rovine e dai cadaveri di tutti i suoi commilitoni; si alza e si avvia verso una poco probabile salvezza. Cercherà di raccontare tutto ciò che ha visto: eroismo e sacrificio dei suoi compagni d'arme immolati ad una guerra sbagliata in partenza.

## Produzione
Il film è tratto dal romanzo "Incident at Muc Wa" di Daniel Ford (1967). Le scene di combattimento risentono di una evidente ristrettezza di budget. Tanto che l'attore Burt Lancaster ne divenne coproduttore, poiché finanziò con 150 000 dollari la pellicola.